# Tông đing
Tông đing là nhạc cụ gõ của dân tộc Ba Na sinh sống ở Việt Nam. Người Gia Rai cũng thường sử dụng nhạc cụ này với tên gọi là Teh ding. Người Cà Dong gọi là Goong teng leng (teng leng là đánh ở trên).
Tông đing thường được người dân tộc dùng trong sinh hoạt âm nhạc, phục vụ đời sống và sản xuất. Họ thường mang nhạc cụ này lên rẫy để đuổi chim thú, bảo vệ hoa màu.
Tông đing là một ống nứa hoặc lồ ô có một đầu bịt mấu kín, chỉ phát ra một nốt khi người ta dùng que gõ vào. Để có nhiều nốt người ta vạt những ống nứa có độ dài ngắn, to nhỏ khác nhau (dài từ 30 cm đến 1m, đường kính từ 3 cm đến 12 cm).
Tông đing có âm sắc khô cứng, nghe khá vang. Ống dài và to cho âm thanh trầm, ống vừa phải cho âm thanh trung bình, còn ống ngắn và nhỏ phát ra âm thanh cao.
Khi diễn người ta cầm thân ống bằng tay trái, vài ngón tay của tay phải cầm dùi tre hoặc gỗ dài khoảng 15 cm đánh vào giữa ống. Người diễn vừa gõ tông đing vừa chuyển động thân người, nhún nhảy theo nhịp điệu của bài hát hoặc dàn cồng chiêng.
Trong lễ hội những ống này có thể dùng để đựng rượu cần, khi cạn rượu chúng lại trở thành nhạc cụ phục vụ ngày vui.
Âm thanh tông đing biểu hiện sự huyền bí, mơ hồ và xa xăm. Ở tiết tấu chậm nó cho cảm giác buồn man mác, lúc tiết tấu nhanh thể hiện được sự rộn ràng, náo nhiệt.
Nhiều người không dùng dùi gõ vào tông đing mà dùng hai ống có cao độ mang tính hòa âm để gõ vào nhau, âm thanh nghe đầy đặn và phong phú hơn.